# Jiráskovy sady (Praha)
Jiráskovy sady v Praze 4-Nuslích navrhl architekt Karel Skalák. Název a sadová úprava jsou z roku 1925, kdy se stavěla nová budova Sokola Nusle.  Nacházejí se v místech původního nuselského hřbitova ze 14. stol. na nynějším  náměstí generála Kutlvašra. Dolní část přiléhá k Táborské ulici a horní je pod nuselskou sokolovnou. Východní strana je ulicí kolem průčelí nuselské radnice, zdobená staletými platany. Podle projektu, který zpracoval Jaroslav Čermák (architekt) roku 1947, měl být uprostřed parku postaven nový děkanský katolický kostel Panny Marie Lasalettské. Po roce 1948 již nemohl být projekt realizován a vybrané prostředky na stavbu byly předány Nuselské farnosti u sv. Václava. Park má kruhovou cestu s pomníčkem padlým a zjara zaujme dvacítkou kvetoucích magnolií. V létě lákají k posezení předzahrádky "sousedského pivovaru Bašta" a restaurace "U Bansethů". Po celém obvodu Jiráskových sadů fungují volná i placená parkovací místa a před budovou "Hydroprojektu" středně velké parkoviště. Sady jsou snadno dostupné i městskou dopravou ze stanic „Nuselská radnice“  v obou směrech (autobus 193, tramvaje 18, 19 a všechny spoje jedoucí do –směr „Pražského povstání“, či od-směr „Náměstí Bratří Synků“, pankrácké vozovny). Dětem tam slouží oplocené dětské hřiště i řada cest pro pěší. Jižní částí prochází Svatoslavova ulice s navazujícím trojúhelníkovým parčíkem před kostelem sv. Václava v Nuslích a ulicí Pod Vilami (tento bezejmenný parčík se však do plochy sadů nezapočítává). V nuselské ulici Pod Vilami proti parčíku postavil v roce 1926 pro svou ženu Marii postupně dvě čtyřpodlažní činžovní vily v japonském stylu bratranec herce Vlasty Buriana architekt Otakar Burian (Nusle čp. 696 a Nusle čp. 747 dokončenou 1927), jež byly základem vilové části Nuslí, vedoucí k ulici Nad Nuslemi a parku Na Jezerce.  Proti Nuselské sokolovně z roku 1925 (Nusle čp. 700) zaujmou v ulici Na Květnici dvě secesní vily (č.1 a č.3) a funkcionalistická vila inženýra Petra (č.5) s parkovou úpravou zahrad. Plocha Jiráskových sadů je 1,9 ha.
V sadech se nachází Památník tří odbojů a dětské hřiště.

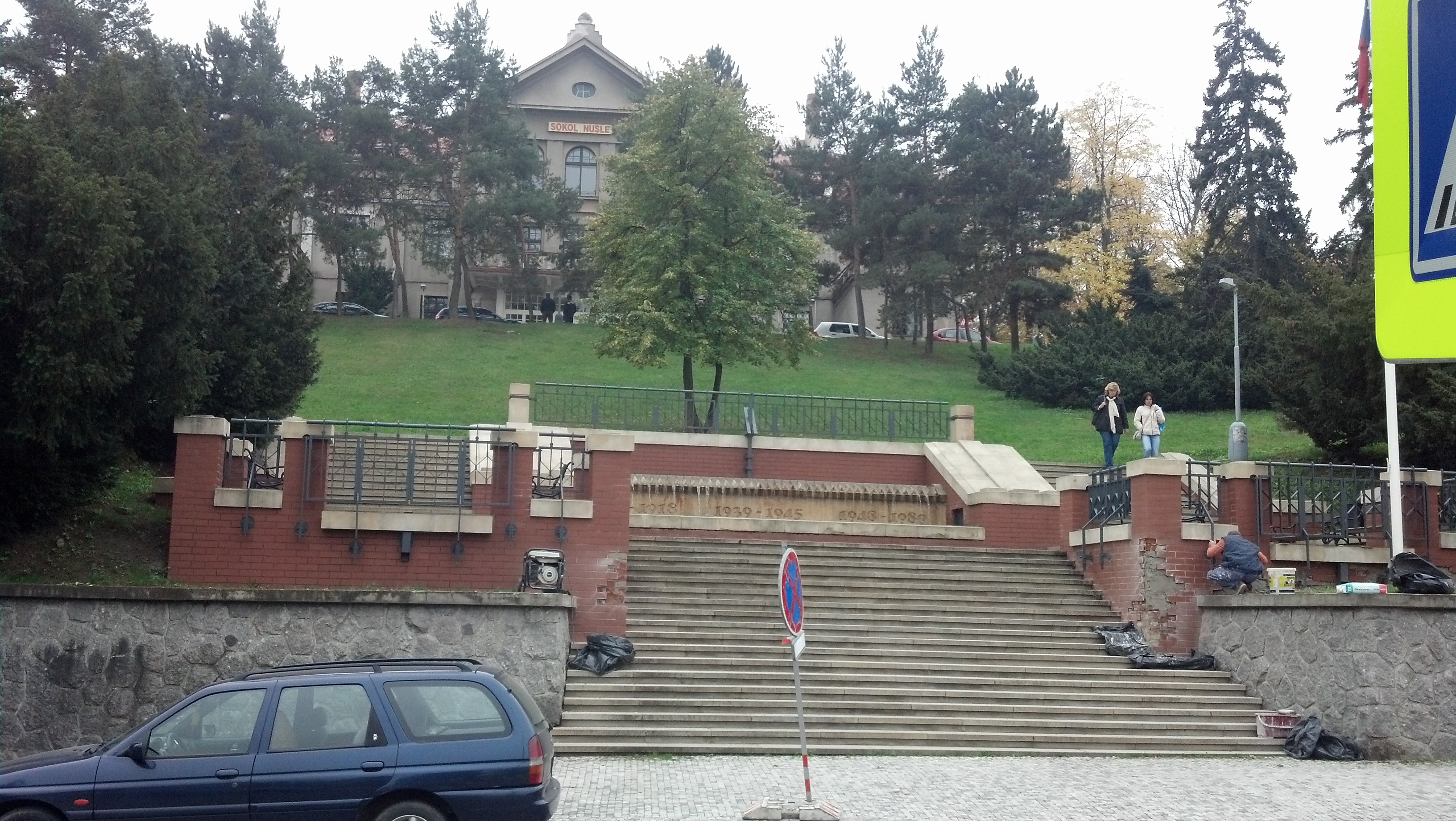
Památník tří odbojů (v pozadí budova Sokola Nusle)
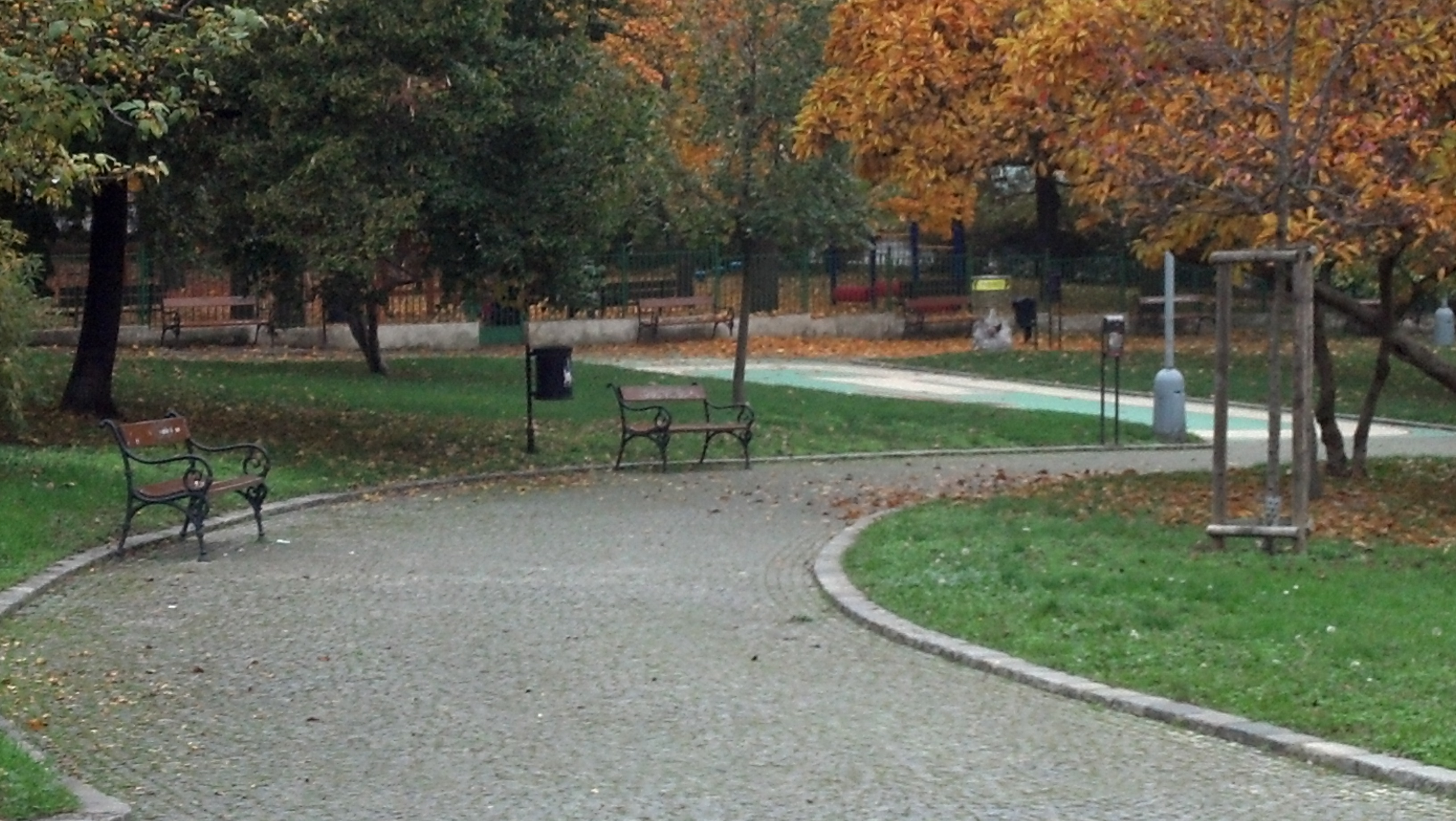
Dětské hřiště